# Estadio Alfred Marie-Jeanne
El Estadio Alfred Marie-Jeanne (en francés: Stade Alfred Marie-Jeanne), hasta agosto de 2011 llamado Stade en Camée, es un estadio multiusos    ubicado en Rivière-Pilote, Martinica. Se utiliza principalmente para partidos de fútbol, y atletismo.

## Datos
- Se inauguró el 15 de diciembre de 2001, y ese mismo día se organizó la primera reunión internacional de atletismo de la ciudad de Rivière-Pilote.
- Del 27 de noviembre al 1 de diciembre de 2010, fue sede de la Copa del Caribe de 2010.
- El 6 de agosto de 2011, el Estadio Municipal En Camée fue nombrado oficialmente en honor a Alfred Marie-Jeanne, diputado, exalcalde de Rivière-Pilote y expresidente del Consejo Regional de Martinica.